# Wasilij Kuzniecow (lekkoatleta)
Wasilij Dmitrijewicz Kuzniecow, ros. Василий Дмитриевич Кузнецов (ur. 7 lutego 1932 w Kalikinie, zm. 6 sierpnia 2001 w Moskwie) – radziecki lekkoatleta, wieloboista, medalista olimpijski i rekordzista świata.
Startował w wielobojach lekkoatletycznych: pięcioboju i dziesięcioboju.
Rozpoczął międzynarodową karierę zdobywając złoty medal na Mistrzostwach Europy w Bernie w 1954. Następnie został brązowym medalistą Igrzysk Olimpijskich w Melbourne w 1956.
W maju 1958 ustanowił w Krasnodarze rekord świata, przekraczając jako pierwszy barierę 8000 punktów (według ówczesnej punktacji). Osiągnął wówczas 8014 punktów (według obecnej tabeli byłoby to 7653 p.). Dwa miesiące później utracił rekord na rzecz Rafera Johnsona ze Stanów Zjednoczonych. W tym samym roku obronił tytuł mistrza Europy w Sztokholmie.
W 1959 r. odzyskał rekord świata wynikiem 8357 p. (obecnie 7839 p.). Ustanowił także rekord świata w pięcioboju. Na Igrzyskach Olimpijskich w Rzymie w 1960 r. ponownie zdobył brązowy medal w dziesięcioboju, tracąc jednocześnie rekord świata znów na rzecz Rafera Johnsona. W 1962 r. po raz trzeci z rzędu zdobył złoty medal na Mistrzostwach Europy w Belgradzie. Na Igrzyskach Olimpijskich w Tokio w 1964 był siódmy.
Kuzniecow był mistrzem ZSRR w dziesięcioboju w latach 1953–1960 oraz w 1962 i 1963.

## Rekordy życiowe
- bieg na 100 m: 10,5 s (1959)
- skok w dal: 7,49 m (1958)
- pchnięcie kulą: 15,51 m (1960)
- skok wzwyż: 1,93 m ()
- bieg na 400 m: 48,6 s (1958)
- bieg na 110 m przez płotki: 14,4 s (1956)
- rzut dyskiem: 52,00 m (1959)
- skok o tyczce: 4,47 m (1964)
- rzut oszczepem: 72,78 m (1959)
- bieg na 1500 m: 4:33,2 min. (1963)
- dziesięciobój: 7839 p. (1959)